# ウィルフリード・コッフィ・ウア
ウア・ウィルフリード・セルジュ・コッフィ（Hua Wilfried Serge Koffi、1987年10月12日 ‐ ）は、コートジボワールの陸上競技選手。専門は短距離走。自己ベストは100mが元コートジボワール記録の10秒01、200mがコートジボワール記録の20秒25。2015年光州ユニバーシアード男子200mの金メダリストである。シニアの世界大会では結果を残せていないものの、アフリカの大会ではアフリカ競技大会とアフリカ選手権を通じて4個の金メダルを獲得している。

## 経歴

### 2013年
7月、カザンで開催されたユニバーシアードの100m決勝で10秒21（+0.5）の自己ベスト（当時）をマークし、アナソ・ジョボドワナ（10秒10）、山縣亮太（10秒21）に次いで銅メダルを獲得した。なお、2位から4位までが同タイムという接戦だった。
8月、モスクワで開催された世界選手権の100mに出場してシニアの世界大会デビューを果たすも、予選で10秒40（-0.4）の組6着に終わり、準決勝には進めなかった。

### 2014年
8月、マラケシュで開催されたアフリカ選手権の100m決勝で10秒05（+0.4）のコートジボワール記録（当時）を樹立し、Mark Jelks（10秒07）に競り勝ち金メダルを獲得した。200でも準決勝で20秒32（-0.9）のコートジボワール記録を樹立すると、決勝では準決勝の記録を塗り替える20秒25（-0.8）をマークし、アイザック・マクワラ（20秒51）やカルビン・ヌカナタ（20秒53）を破り金メダルを獲得した。これによりコッフィは、アフリカ選手権の100mと200mの2冠を達成した史上5人目の男子選手となった。

### 2015年
7月、光州で開催されたユニバーシアードの200m決勝を20秒41（-2.5）で制し、この種目ではコートジボワール勢初の金メダルを獲得した。
8月、北京で開催された世界選手権に2大会連続の出場を果たすも、100mは予選で10秒29（+0.3）の組5着に終わり、2大会連続で予選敗退。初出場の200mは20秒39（-0.3）の組4着に終わり、着順で準決勝に進出できた組3着とは0秒02差で敗退した。
9月、ブラザヴィルで開催されたアフリカ競技大会に出場すると、100mこそベン＝ユスフ・メイテ（10秒04）、オゴ＝オゲネ・エグウェロ（10秒17）に次ぐ10秒23（-2.1）で銅メダルに終わったが、アンカーを務めた4×100mリレーでは38秒93をマークしての金メダル獲得に貢献。200mも20秒42（-1.2）で制して2冠を達成した。

### 2016年
4月9日、テンピで開催された大会の100mで10秒01（+1.1）のコートジボワール記録（当時）を樹立した。

## 自己ベスト
記録欄の（　）内の数字は風速（m/s）で、+は追い風、-は向かい風を意味する。
| 種目 | 記録          | 年月日        | 場所             | 備考                     |
| 屋外 | 屋外          | 屋外          | 屋外             | 屋外                     |
| ---- | ------------- | ------------- | ---------------- | ------------------------ |
| 100m | 10秒01 (+1.1) | 2016年4月9日  | テンピ           | 元コートジボワール記録   |
| 200m | 20秒25 (-0.8) | 2014年8月14日 | マラケシュ       | コートジボワール記録     |
| 室内 |               |               |                  |                          |
| 60m  | 6秒60         | 2017年2月17日 | フラッグスタッフ |                          |
| 200m | 20秒99        | 2014年3月9日  | 南京             | 室内コートジボワール記録 |

## 主要大会成績
備考欄の記録は当時のもの
| 年   | 大会                      | 場所             | 種目    | 結果         | 記録          | 備考                 |
| ---- | ------------------------- | ---------------- | ------- | ------------ | ------------- | -------------------- |
| 2009 | フランス語圏競技大会 (en) | ベイルート       | 100m    | 準決勝1組3着 | 10秒52 (+2.1) |                      |
| 2009 | フランス語圏競技大会 (en) | ベイルート       | 200m    | 7位          | 21秒31 (-0.2) |                      |
| 2009 | フランス語圏競技大会 (en) | ベイルート       | 4x100mR | 4位          | 39秒91 (1走)  |                      |
| 2010 | アフリカ選手権 (en)       | ナイロビ         | 100m    | 準決勝2組7着 | 10秒60 (+0.6) |                      |
| 2010 | アフリカ選手権 (en)       | ナイロビ         | 200m    | 予選6組3着   | 21秒52 (-0.5) |                      |
| 2010 | アフリカ選手権 (en)       | ナイロビ         | 4x100mR | 6位          | 40秒77 (4走)  |                      |
| 2011 | ユニバーシアード (en)     | 深圳             | 100m    | 準決勝2組7着 | 10秒50 (-0.8) |                      |
| 2011 | ユニバーシアード (en)     | 深圳             | 200m    | 7位          | 21秒02 (-0.3) |                      |
| 2011 | アフリカ競技大会 (en)     | マプト           | 100m    | 準決勝1組6着 | 10秒38 (+1.8) |                      |
| 2011 | アフリカ競技大会 (en)     | マプト           | 200m    | 準決勝2組7着 | 31秒52 (-1.5) |                      |
| 2012 | アフリカ選手権 (en)       | ポルトノボ       | 100m    | 3位          | 10秒37 (-0.9) |                      |
| 2012 | アフリカ選手権 (en)       | ポルトノボ       | 4x100mR | 4位          | 40秒10 (2走)  |                      |
| 2013 | ユニバーシアード (en)     | カザン           | 100m    | 3位          | 10秒21 (+0.5) | 自己ベスト           |
| 2013 | ユニバーシアード (en)     | カザン           | 200m    | 6位          | 20秒73 (+2.4) |                      |
| 2013 | 世界選手権                | モスクワ         | 100m    | 予選7組6着   | 10秒40 (-0.4) |                      |
| 2013 | 世界選手権                | モスクワ         | 200m    | 予選棄権     | DNS           |                      |
| 2014 | アフリカ選手権 (en)       | マラケシュ       | 100m    | 優勝         | 10秒05 (+0.4) | コートジボワール記録 |
| 2014 | アフリカ選手権 (en)       | マラケシュ       | 200m    | 優勝         | 20秒25 (-0.8) | コートジボワール記録 |
| 2014 | コンチネンタルカップ (en) | マラケシュ       | 100m    | 7位          | 10秒22 (-0.1) | アフリカ代表         |
| 2014 | コンチネンタルカップ (en) | マラケシュ       | 200m    | 7位          | 20秒62 (+0.2) | アフリカ代表         |
| 2015 | ユニバーシアード (en)     | 光州             | 200m    | 優勝         | 20秒41 (-2.5) |                      |
| 2015 | 世界選手権                | 北京             | 100m    | 予選5組5着   | 10秒29 (+0.3) |                      |
| 2015 | 世界選手権                | 北京             | 200m    | 予選1組4着   | 20秒39 (-0.3) |                      |
| 2015 | アフリカ競技大会 (en)     | ブラザヴィル     | 100m    | 3位          | 10秒23 (-2.1) |                      |
| 2015 | アフリカ競技大会 (en)     | ブラザヴィル     | 200m    | 優勝         | 20秒42 (-1.2) |                      |
| 2015 | アフリカ競技大会 (en)     | ブラザヴィル     | 4x100mR | 優勝         | 38秒93 (2走)  |                      |
| 2016 | 世界室内選手権            | ポートランド     | 60m     | 準決勝1組4着 | 6秒63         |                      |
| 2016 | アフリカ選手権 (en)       | ダーバン         | 200m    | 6位          | 20秒92 (+1.8) |                      |
| 2016 | アフリカ選手権 (en)       | ダーバン         | 4x100mR | 2位          | 38秒98 (3走)  |                      |
| 2016 | オリンピック              | リオデジャネイロ | 200m    | 予選10組4着  | 20秒48 (+1.0) |                      |
| 2017 | フランス語圏競技大会 (en) | アビジャン       | 200m    | 優勝         | 20秒73 (-1.0) |                      |
| 2017 | フランス語圏競技大会 (en) | アビジャン       | 4x100mR | 優勝         | 39秒39 (4走)  |                      |
| 2017 | 世界選手権                | ロンドン         | 200m    | 準決勝3組8着 | 20秒80 (+0.3) |                      |